# Les Enquêtes de Nero Wolfe
Les Enquêtes de Nero Wolfe ou Nero Wolfe (A Nero Wolfe Mystery) est une série télévisée américaine en un pilote de 90 minutes et 28 épisodes de 46 minutes, basée sur la série de romans policiers et les personnages créés par Rex Stout entre 1935 et 1975. La série a été diffusée entre le 5 mars 2000 et le 18 août 2002 sur A&E Network.
En France, la série a été diffusée à partir du 7 septembre 2005 sur Paris Première.

## Synopsis
Cette série met en scène les enquêtes du détective Nero Wolfe, grand amateur d'orchidées, et de son adjoint, Archie Goodwin, grand amateur de femmes.

## Distribution
- Maury Chaykin (V. F. : Mario Santini (1 épisode) / Martin Spinhayer (épisodes 2 à 29)) : Nero Wolfe
- Timothy Hutton (V. F. : Patrick Borg (1 épisode) / Olivier Cuvellier (épisodes 2 à 29)) : Archie Goodwin
- Bill Smitrovich (V. F. : Jean-Claude Sachot (1 épisode) / Fabrice Boutique (épisodes 2 à 29)) : Inspecteur Cramer
- Saul Rubinek : Lon Cohen
- R. D. Reid (V. F. : Jean-Pierre Malardé) : Sergent Purley Stebbins
- Colin Fox (V. F. : Pierre Hatet (1 épisode) / Peppino Capotondi (épisodes 2 à 29)) : Fritz Brenner
- Conrad Dunn (V. F. : Stéphane Moureaux) : Saul Panzer
- Fulvio Cecere : Fred Durkin
- Trent McMullen : Orrie Cather
- Kari Matchett (V. F. : Lara Covez) : Lily Rowan

- Version française
  - Société de doublage : Mediadub International (épisode pilote)[1] puis Dubbing Brothers - Belgique[1]
  - Direction artistique : Jean-Pierre Malardé (épisode pilote)[1]
  - Adaptation des dialogues : Sylvie Abou (épisode pilote)[1] puis Philippe Berdah[1]

Source V. F. : Doublage Séries Database

## Épisodes

### Pilote (2000)
1. Épisode pilote (The Golden Spiders)

### Première saison (2001)
1. On a sonné - 1re partie (The Doorbell Rang - Part 1)
2. On a sonné - 2e partie (The Doorbell Rang - Part 2)
3. Champagne - 1re partie (Champagne for One - Part 1)
4. Champagne - 2e partie (Champagne for One - Part 2)
5. En garde - 1re partie (Prisoner's Base - Part 1)
6. En garde - 2e partie (Prisoner's Base - Part 2)
7. Titre français inconnu (Eeny Meeny Murder Moe)
8. Titre français inconnu (Disguise for Murder)
9. Les Portes de l'enfer (Door to Death)
10. Titre français inconnu (Christmas Party)
11. Nero garde son calme - 1re partie (Over My Dead Body - Part 1)
12. Nero garde son calme - 2e partie (Over My Dead Body - Part 2)

### Deuxième saison (2002)
1. Mort d'une catin - 1re partie (Death of a Doxy - Part 1)
2. Mort d'une catin - 2e partie (Death of a Doxy - Part 2)
3. Le Prochain Témoin (The Next Witness)
4. Titre français inconnu (Die Like a Dog)
5. Titre français inconnu (Murder Is Corny)
6. La Chasse à la maman - 1re partie (Motherhunt - Part 1)
7. La Chasse à la maman - 2e partie (Motherhunt - Part 2)
8. Poison à la carte (Poison a la Carte)
9. Trop de clients - 1re partie (Too Many Clients - Part 1)
10. Trop de clients - 2e partie (Too Many Clients - Part 2)
11. Avant ma mort (Before I Die)
12. Titre français inconnu (Help Wanted, Male)
13. Un interlocuteur silencieux - 1re partie (The Silent Speaker - Part 1)
14. Un interlocuteur silencieux - 2e partie (The Silent Speaker - Part 2)
15. La Pêche au gros (Cop Killer)
16. Titre français inconnu (Immune to Murder)

## Commentaires
Cette série est un remake de L'Homme à l'orchidée, réalisé en 1981.